# マニラ・メトロレール3100形電車
3100形は、フィリピンの首都・マニラの通勤鉄道（ライトレール）であるマニラ・メトロレールMRT-3線で使用されている電車。輸送力増強用に2015年から2017年にかけて製造が行われたが、多数の不備が発覚した事により大半の車両は営業運転に投入されないままの状態となっている。

## 概要
2000年に開通したマニラ・メトロレールMRT-3線は、当初こそ乗客数が伸び悩んだものの、運賃引き下げなどの政策により増加の一途を辿り、2014年の利用者数は1日あたり約600,000人を記録し設計上の最大利用者数である1日あたり350,000人を大きく超えていた。既に2000年代後半から車両増備が検討されていたものの、政府との協議が難航した事で計画がまとまらず、開業時から在籍していた3000形電車73両は故障が頻発しても予備車が不足しているため営業運転に使用し続けなければならない事態となり、輸送力は限界に達していた。そこでフィリピン運輸通信省はこれらの状態を改善するため、2014年6月に中国北車大連機車車輛（現：中国中車大連機車車輛）へ新型電車48両分の発注を行った。契約金額は5億4,000万人民元であった。
路線内に存在する急曲線に対応するため3車体連接構造を採用しており、最大3両編成での営業運転が行われるが、将来的な4両編成での運転にも対応している。最高気温が30℃を超える高温多湿なマニラの環境に合わせ、車体は耐腐食性に優れたステンレス鋼を用いる他、屋根上には1両につき3基のクーラーが搭載されている。
自動連結器や制御装置の製造はフォイトが手掛けており、各先頭車体床下に1基設置されている連続出力350 kVAのIGBT素子によるVVVFインバータ制御装置（I1100-9AU）によって、運転台下部にある動力台車に2基存在する主電動機が制御される。また中間車体の床下には補助電源装置が搭載されている。主電動機の製造はオーストリアのトラクションズシステム（Traktionssysteme Austria GmBH、TSA）が行っている。

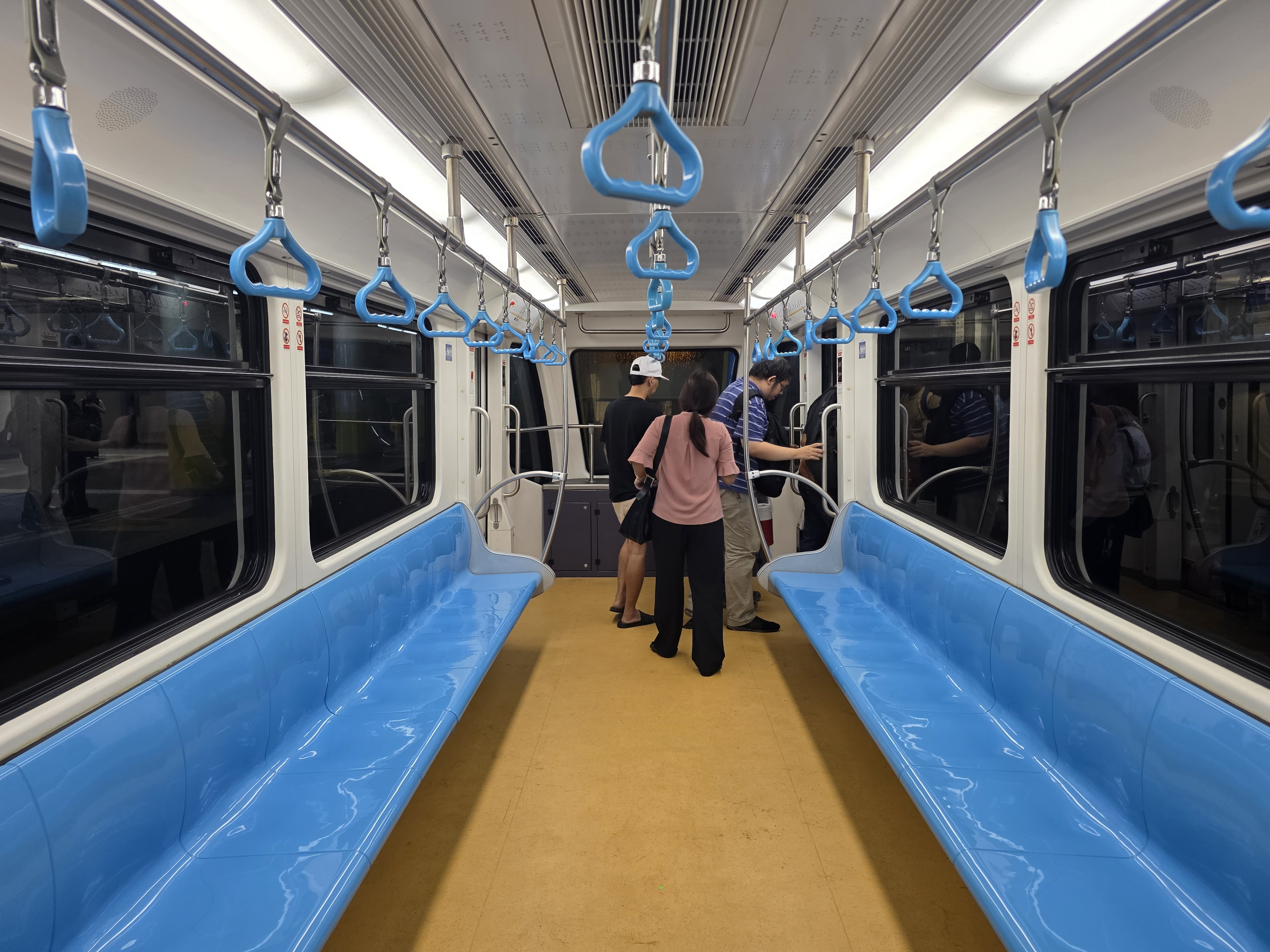
車内
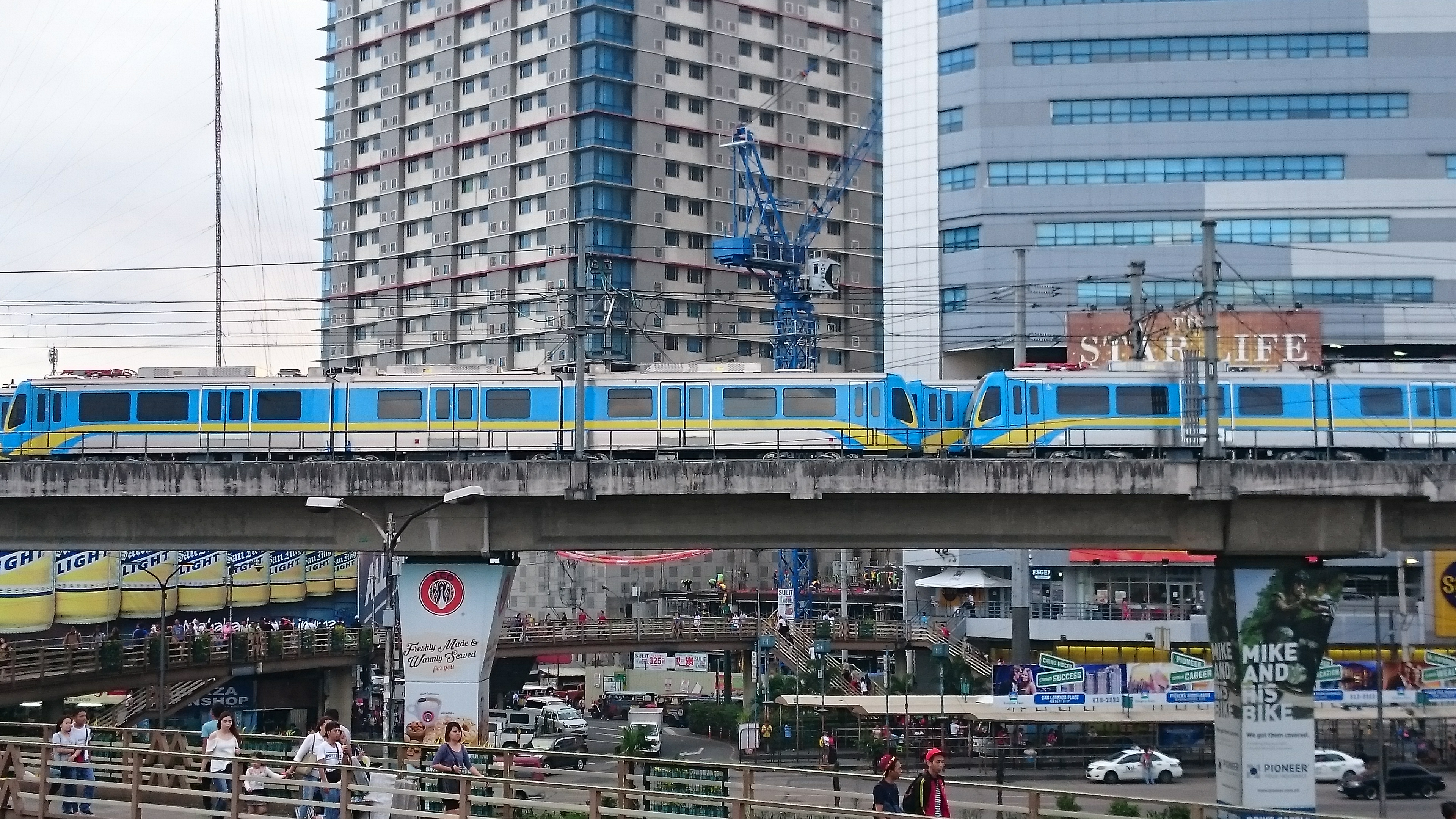
側面（2017年撮影）

## 運行
2015年に最初の車両が製造され、製造メーカーである大連機車車輛の工場内で試運転が実施された後、同年9月にフィリピンへ輸出された。その後、翌2016年から2017年にかけて残りの車両の導入が行われた。全48両の合計購入金額は38億ペソで、導入後はマニラMRT-3線の輸送力が最大67％増加し、列車の運転間隔も2.5分に短縮される予定であった。
だが、導入後に設計上の数値を3 t以上も上回る重量超過や、運行に必要な保安装置を搭載した車両が29両のみであった事、更に保守作業への適応性に問題があるなどの不備が多数発覚し、全車両が営業運転に投入されない事態に陥った。それに伴い2017年にフィリピン運輸省は車両の返却を含めた対応策の検討を表明するにまで至ったものの、車両不足を解消する必要性から翌2018年以降営業運転開始に向けた試験が始まり、同年7月以降はフィリピン政府から要請を受けた東芝インフラシステムズの監督下で大連機車車輛による調整が実施された。
その結果、製造から2年以上が経過した2018年10月から営業運転への投入が開始され、以降は検査に合格した車両から順次定期運用に導入されている。2019年10月時点で使用されている車両は3両に過ぎなかったがこれはMRT3号線の更新工事の兼ね合いによるもので、全行程が完了する2021年7月までに全車両が営業運転に復帰する予定である。

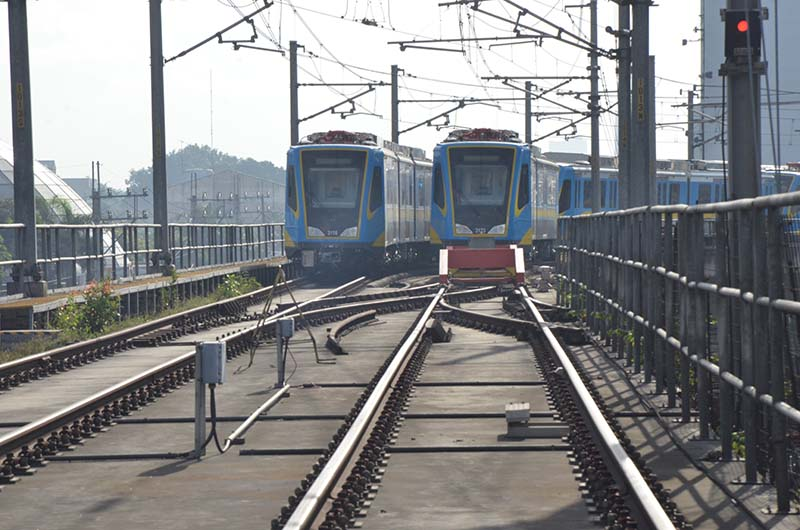
留置線に多数留置されている3100形（2017年撮影）